# John Jefferson Williams
John Jefferson Williams (1843 – 13 mai 1865) est un militaire américain de l'Union, soldat dans la compagnie B du 34e régiment d'infanterie de l'Indiana. Il meurt à la bataille de Palmito Ranch, la dernière bataille terrestre de la guerre de Sécession, et est généralement considéré comme le dernier soldat tué de ce conflit.

## Biographie
Williams naît en 1843 dans le comté de Jay, en Indiana, et rejoint l'armée de l'Union en septembre 1863, probablement à Anderson. Il rejoint le camp Joe Holt où son unité est entraînée avant de partir sur le terrain. Son régiment passe la période de guerre à la garde et en service de garnison sur le théâtre occidental, y compris à La Nouvelle-Orléans, où il est en poste avant que son unité rejoigne l'armée formée pour l'invasion et l'occupation du Texas au printemps de 1865. Il participe à la bataille de Palmito Ranch près de Brownsville, au Texas, où il meurt le 13 mai 1865. Williams est reconnu comme le dernier soldat mort au combat pendant la guerre de Sécession.
Il est enterré dans le cimetière national d'Alexandria à Pineville, en Louisiane. Sa tombe se trouve dans la parcelle 797.